# نیل ای. میلر
نیل ای. میلر (انگلیسی: Neal E. Miller؛ ۳ اوت ۱۹۰۹ – ۲۳ مارس ۲۰۰۲ (۹۲ سال)) یک دانشمند در زمینه روان‌شناسی اهل ایالات متحده آمریکا بود.
وی همچنین برنده جوایزی همچون نشان ملی علوم شده است.